# ブライアン兄弟
ブライアン兄弟（The Bryan brothers）は、ロバート・チャールズ・"ボブ"・ブライアンとマイケル・カール・"マイク"・ブライアンの双子によるアメリカの元プロテニス選手チーム。ATPランキング最高位は1位。ATPツアーで119勝を挙げた。
チームとしてグランドスラム優勝数歴代1位、ATP大会最多優勝記録、世界ランキング1位最長記録など数々の記録を残し、史上最強のダブルスチームと名高い。

## 経歴
2001年2月26日全米国際インドアテニス選手権にてATP初優勝。2002年8月カナダ・マスターズでマスターズ初優勝。第3シードで出場した2003年全仏オープンにて前回優勝のポール・ハーフース/エフゲニー・カフェルニコフに勝利しグランドスラム初優勝。2006年ウィンブルドン選手権に優勝しキャリアグランドスラムを達成。
2010年8月1日ファーマーズ・クラシックにて優勝。オープン化以降初となるチームで決勝進出100回達成。この優勝で62回目の優勝となりトッド・ウッドブリッジ/マーク・ウッドフォードのウッディーズの持つオープン化以降優勝記録を更新した。
2011年12月12日、世界ランク1位として271週目となり、これまでジョン・マッケンローが保持していたダブルス世界ランク1位の世界最長記録である270週を抜き新記録を樹立した。
2012年全仏オープン決勝に進出。決勝進出回数21回となりトッド・ウッドブリッジを抜いて歴代1位記録を更新した。
2013年全仏オープンで優勝しダブルキャリアグランドスラムを達成（各4大大会2回以上優勝）。さらにウィンブルドン選手権で優勝し、オープン化以降ダブルスチーム初となるグランドスラム4大会連続優勝を達成。
2014年全米オープンに優勝しダブルス通算優勝数100回を達成。
2014年10月、上海マスターズ2回戦にて通算900勝を達成。優勝しキャリアゴールデン・マスターズ（マスターズ9大会全制覇）を達成した。同時にグランドスラム、マスターズ1000、ATPワールドツアー・ファイナル、デビスカップ、オリンピックすべての大会の優勝を果たした。
2015年全豪オープンで2年連続で3回戦止まりとなった。グランドスラム大会で2年連続で4回戦以上に上がれなかったのは2001年全仏オープン以来となる。全仏オープンでは2年ぶり6度目の決勝進出を果たすがイワン・ドディグ/マルセロ・メロに敗れた。
2016年全仏オープンも2年連続準優勝に終わった。2017年全豪オープンでも準優勝。
2018年5月にはボブが臀部を故障、人工股関節置換手術を受けて長期離脱することになった。その間、マイクはジャック・ソックと組み、2018年ウィンブルドン選手権と全米オープンで優勝した。
2019年年始のASBクラシックで兄弟ペアが復活。2月のデルレイビーチ・オープンで復帰後初優勝を果たした。マイアミ・オープンではマスターズのタイトルも獲得している。11月に来年の全米オープン限りで引退することを発表。
最後のグランドスラムとなった2020年全豪オープンでは2回戦で世界1位のフアン・セバスティアン・カバルを下すも、3回戦で敗れた。続くデルレイビーチ・オープンでツアー119勝目を挙げ、これが最後の大会となる。その後は新型コロナウイルス感染症流行の影響でツアーが中断。8月に再開するも無観客開催であることも影響したことから、全米オープンを待たずして引退することを表明した。

## その他
ダブルスでの若手の活躍が難しい要因について、ダブルスというゲームはボレーが多い点などでとても複雑で、パートナーとのコミュニケーションを作り上げるには、ある程度の時間も必要であることなどを挙げている。
ブライアン兄弟といえば、ポイントを取った時に見せる飛び上がって胸と胸をぶつける『チェストバンプ』で有名だが、二人の体格が似ていないと難しいので、他の人にはそれは勧めないとも思っている。

## ダブルス記録
※オープン化以降
| 期間                      | グランドスラム記録                         | 他記録者                                        |
| ------------------------- | ------------------------------------------ | ----------------------------------------------- |
| 2003全仏–2014全米         | 優勝「16回」                               | 単独記録                                        |
| 2003全仏–2017全豪         | 決勝進出「30回」                           | 単独記録                                        |
| 2003全仏–2012オリンピック | チームでのキャリアゴールデンスラム         | ウッディーズ                                    |
| 2012全米–2013全英         | 4大会連続優勝                              | 単独記録                                        |
| 2012オリンピック–2013全英 | 4大大会タイトル＆オリンピック優勝同時保持  | 単独記録                                        |
| 2013全豪–2013全英         | チームで年間3冠                            | アンダース・ヤリード ジョン・フィッツジェラルド |
| 2005全米–2014全米         | 10年連続で1大会以上に優勝                  | 単独記録                                        |
| 2003全仏–2015全仏         | 13年連続で1大会以上に決勝進出              | 単独記録                                        |
| 2003全仏–2013全仏         | チームとして4大大会すべて2回以上優勝       | 単独記録                                        |
| 2003全仏–2013全英         | チームとして異なる3大会で3回以上優勝       | 単独記録                                        |
| 2003全仏–2014全米         | チームとして異なる2大会で5回以上優勝       | 単独記録                                        |
| 2003全仏–2015全仏         | チームとして全ての4大大会に6回以上決勝進出 | 単独記録                                        |
| 2005全豪–2006全英         | チームとして7大会連続決勝進出              | 単独記録                                        |
| 1999全仏–2016全豪         | ダブルス歴代最多勝利（更新中 ）            | 単独記録                                        |
| 1999全仏–2016全豪         | 4大大会連続出場（更新中 ）                 | 単独記録                                        |
| 2013全豪–2013全米         | チームとしてシーズン22勝                   | 単独記録                                        |
| 2012全米–2013全米         | 28連勝                                     | 単独記録                                        |

| グランドスラム | 期間      | 記録                | 他記録者 |
| -------------- | --------- | ------------------- | -------- |
| 全豪オープン   | 2006–2013 | 最多優勝「6回」     | 単独記録 |
| 全豪オープン   | 2009–2011 | 3連覇               | 単独記録 |
| 全豪オープン   | 2004–2013 | 最多決勝進出「9回」 | 単独記録 |
| 全豪オープン   | 2009–2013 | 5連続決勝進出       | 単独記録 |
| 全米オープン   | 2005–2014 | 最多優勝「5回」     | 単独記録 |

| 期間                  | 記録                                                                                             | 他記録者 |
| --------------------- | ------------------------------------------------------------------------------------------------ | -------- |
| 2001–2015             | チーム歴代最多優勝（更新中 ）                                                                    | 単独記録 |
| 1999–2015             | チーム歴代最多決勝進出（更新中 ）                                                                | 単独記録 |
| 2002–2015             | 14年連続5大会以上優勝                                                                            | 単独記録 |
| 1996–2015             | チーム歴代最多勝利（更新中 ）                                                                    | 単独記録 |
| 2003–2015             | 世界ランキング1位最長記録                                                                        | 単独記録 |
| 2013.2.25– 2015.10.25 | 139週連続世界ランキング1位                                                                       | 単独記録 |
| 2003–2014             | 最終ランキング1位「10年」                                                                        | 単独記録 |
| 2006, 2011, 2013–2014 | フルシーズン世界ランク1位「4年」                                                                 | 単独記録 |
| 2013–2014             | フルシーズン世界ランク1位「2年連続」                                                             | 単独記録 |
| 2009–2014             | 最終ランキング1位「6年連続」                                                                     | 単独記録 |
| 2013                  | 最終ランキング1位最速記録(2013/8/19)                                                             | 単独記録 |
| 2002–2015             | チームとしてマスターズ1000最多優勝                                                               | 単独記録 |
| 2002–2015             | チームとしてマスターズ1000最多決勝進出                                                           | 単独記録 |
| 2002–2014             | チームとしてマスターズ1000の異なる10大会で優勝                                                   | 単独記録 |
| 2014                  | チームとしてマスターズ1000年間6大会優勝                                                          | 単独記録 |
| 2010, 2013–2014       | チームとしてマスターズ1000で4大会連続優勝                                                        | 単独記録 |
| 2007, 2014            | チームとしてマスターズ1000で7大会決勝進出                                                        | 単独記録 |
| 2002–2013             | チームで4大大会,マスターズ1000の全9大会 ,ワールドツアーファイナル,オリンピック金メダルすべて優勝 | 単独記録 |

## 受賞歴
- ITFダブルス・ワールドチャンピオン（2003–07, 2009–14）
- ATP最優秀ダブルス賞（2003, 2005–07, 2009–14）
- ATP Fans' Favorite Doubles Team（2006–14）